# Groupe Agir ensemble
Pour les articles homonymes, voir Agir ensemble.
Le groupe Agir ensemble est un ancien groupe parlementaire de l'Assemblée nationale française. Il est formé le 26 mai 2020 par neuf membres d'Agir issus du groupe UDI, Agir et indépendants, six du groupe majoritaire La République en marche et un membre du groupe Libertés et territoires. Il est dissous à l’ouverture de la XVIe législature, les députés réélus rejoignant le groupe Horizons ou le groupe Renaissance.
Il était présidé par Olivier Becht. Dimitri Houbron, Agnès Firmin-Le Bodo et Jean-Charles Larsonneur en assuraient la vice-présidence tandis que Pierre-Yves Bournazel, Valérie Petit et Vincent Ledoux occupaient la fonction de porte-parole.

## Fondation
La fondation du groupe Agir ensemble se fait moins d'une semaine après celle d'un autre groupe, Écologie démocratie solidarité (EDS), dissident de La République en marche. Il devient le 10e groupe de l'Assemblée, ce qui constitue un nouveau record sous la Ve République.
Elle prend son origine dans la division du groupe UDI, Agir et indépendants entre les députés Agir, qui s'inscrivent dans la majorité, et les députés UDI qui tendent à s'inscrire dans l'opposition : si Jean-Christophe Lagarde, président de l'UDI, accepte en septembre 2019 d’inscrire le groupe dans la « minorité » de l’Assemblée nationale plutôt que dans « l’opposition », la division du groupe rejaillit le 28 avril 2020, lors du vote sur la sortie du confinement : les députés Agir votent pour tandis que les autres se répartissent entre l’abstention et le vote contre. Une élue Agir indique que la création du groupe EDS la semaine précédente « a finalement levé le stress d’être responsables de la perte de la majorité absolue pour La République en marche ».
« Pilier de la majorité », il se présente dans son communiqué de presse comme ayant une « sensibilité politique libérale, humaniste, sociale et européenne ».
Le Premier ministre Édouard Philippe dément en être à l'origine alors qu'il est constitué pour bon nombre de ses proches. Le président du groupe, Olivier Becht, a affirmé que ses troupes se situent « de manière claire et assumée en soutien au président de la République et au gouvernement ».

## Composition

### Liste des membres
| Nom | Nom                     | Parti | Parti    | Circonscription                                        | Groupe d'origine | Groupe d'origine |
| --- | ----------------------- | ----- | -------- | ------------------------------------------------------ | ---------------- | ---------------- |
|     | Olivier Becht           |       | Agir     | 5e circonscription du Haut-Rhin                        |                  | UAI              |
|     | Pierre-Yves Bournazel   |       | Horizons | 18e circonscription de Paris                           |                  | UAI              |
|     | Annie Chapelier         |       | ECO      | 4e circonscription du Gard                             |                  | EDS, ex-LREM     |
|     | Paul Christophe         |       | Agir     | 14e circonscription du Nord                            |                  | UAI              |
|     | M'jid El Guerrab        |       | Agir     | 9e circonscription des Français établis hors de France |                  | LT, ex-LREM      |
|     | Christophe Euzet        |       | Agir     | 7e circonscription de l'Hérault                        |                  | LREM             |
|     | Agnès Firmin-Le Bodo    |       | Horizons | 7e circonscription de la Seine-Maritime                |                  | UAI              |
|     | Thomas Gassilloud       |       | Agir     | 10e circonscription du Rhône                           |                  | LREM             |
|     | Antoine Herth           |       | Agir     | 5e circonscription du Bas-Rhin                         |                  | UAI              |
|     | Dimitri Houbron         |       | Horizons | 17e circonscription du Nord                            |                  | LREM             |
|     | Philippe Huppé          |       | LREM     | 5e circonscription de l'Hérault                        |                  | LREM             |
|     | Loïc Kervran            |       | Horizons | 3e circonscription du Cher                             |                  | LREM             |
|     | Aina Kuric              |       | Horizons | 2e circonscription de la Marne                         |                  | LREM app.        |
|     | Luc Lamirault           |       | Horizons | 3e circonscription d'Eure-et-Loir                      |                  | UAI              |
|     | Jean-Charles Larsonneur |       | LREM     | 2e circonscription du Finistère                        |                  | LREM             |
|     | Vincent Ledoux          |       | Agir     | 10e circonscription du Nord                            |                  | UAI              |
|     | Patricia Lemoine        |       | Agir     | 5e circonscription de Seine-et-Marne                   |                  | UAI              |
|     | Alexandra Louis         |       | Horizons | 3e circonscription des Bouches-du-Rhône                |                  | LREM             |
|     | Lise Magnier            |       | Horizons | 4e circonscription de la Marne                         |                  | UAI              |
|     | Valérie Petit           |       | Horizons | 9e circonscription du Nord                             |                  | LREM app.        |
|     | Benoît Potterie         |       | LREM     | 8e circonscription du Pas-de-Calais                    |                  | LREM             |
|     | Maina Sage              |       | Tapura   | 1re circonscription de la Polynésie française          |                  | NI, ex-UDI       |

### Répartition partisane
| Parti | Parti                   | Nombre |
| ----- | ----------------------- | ------ |
|       | Agir                    | 8      |
|       | Agir-Horizons           | 8      |
|       | Parti radical           | 2      |
|       | La République en marche | 1      |
|       | Tapura huiraatira       | 1      |
|       | Divers droite           | 2      |

### Ancienne membre
| Nom | Nom                  | Parti | Parti | Circonscription                   | Groupe d'origine | Groupe d'origine |
| --- | -------------------- | ----- | ----- | --------------------------------- | ---------------- | ---------------- |
|     | Laure de La Raudière |       | Agir  | 3e circonscription d'Eure-et-Loir |                  | UAI              |

## Action
En novembre 2020, le groupe propose plusieurs mesures pour tenter de freiner la propagation de l'épidémie de coronavirus, notamment une quarantaine pour les personnes contaminées, passible de 10.000 euros en cas de non-respect, ainsi que de "soumettre les usagers des transports en commun et des centres commerciaux à une prise de température corporelle à l'entrée".